# Charles Sarchi
Pour les personnes ayant le même patronyme, voir Sarchi.

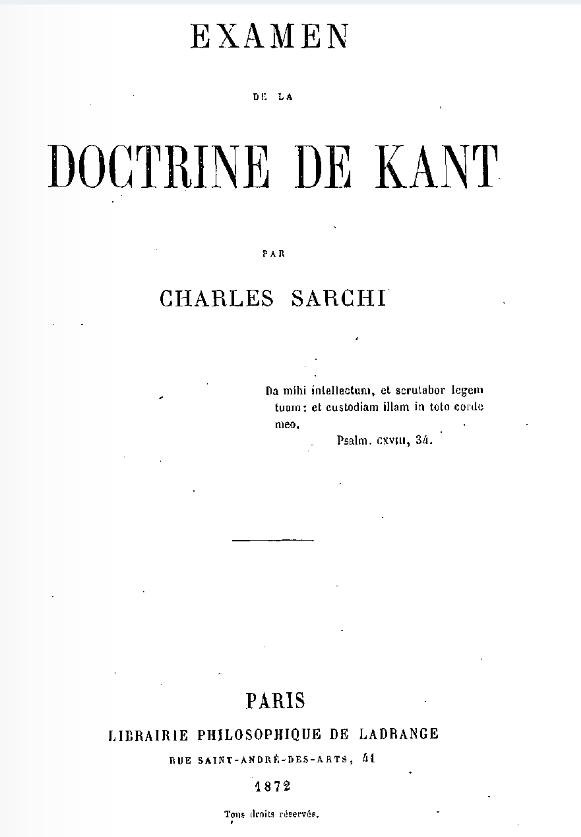
Couverture de l’Examen de la doctrine de Kant par Charles Sarchi, 1872.

Charles François André Sarchi, signant parfois Carlo Sarchi, né à Vienne (Autriche) le 28 juin 1803, mort le 7 mars 1879, est un financier, philosophe et essayiste français d'origine italienne. Il écrit notamment l'Examen de la doctrine de Kant et Lettres sur l'économie politique.

## Biographie
Charles Sarchi est un des fils du philologue hébraïque Philippe Sarchi (v.1765-1830) et de Franziska Schmidt. Il passe son enfance à Trieste jusqu'à la chute de l'Empire, puis à Paris où il arrive avec son père et ses deux frères en 1814.

### Agent de change saint-simonien
Il suit des études juridiques et obtient un doctorat en droit, puis fait carrière dans les affaires. Il est d'abord employé dans la même entreprise que son père et son frère aîné. Comme négociant, associé avec son frère, il acquiert des brevets d'invention. Il devient plus tard agent de change. D'un caractère ardent et généreux, il est réputé comme homme d'esprit.
Il est un adepte du saint-simonisme. Agent de change, associé de son frère, il est aussi administrateur de sociétés, notamment dans les chemins de fer et la banque. Ses investissements connaissent des fortunes diverses. Il s'associe parfois aux Pereire et administre ou dirige l'une ou l'autre de leurs entreprises. Selon Altmann, il réussit beaucoup moins bien dans les affaires que son frère Philippe, et il n'occupe que des postes secondaires.
À la suite de mauvaises affaires, Sarchi doit partir en Italie vers 1860, et tâche d'y refaire fortune. Au bout d'un an, il retrouve une situation à Paris.

### Activité littéraire
Charles Sarchi a plus de succès dans les lettres, auxquelles il consacre la fin de sa vie. Érudit, il traduit notamment les œuvres de Giovan Battista Vico. Ses traductions sont estimées. Adolphe Franck en donne une longue recension, et juge que Sarchi traduit « en italien avec un véritable talent, ne se croyant pas quitte envers l'auteur quand il a fidèlement rendu sa pensée, mais se faisant un devoir de conserver la mâle simplicité et la fermeté austère de son langage » ; il fait aussi un large hommage à sa préface, sans toutefois partager complètement l'enthousiasme patriotique de Sarchi.
Il participe à diverses revues littéraires, juridiques, économiques et financières, ainsi qu'aux revues et publications des Saint-simoniens. Au Journal des débats, il prend la suite d'Isaac Pereire à la direction du bulletin de bourse.
Il publie plusieurs essais sur l'économie et la finance, qui semblent appréciés. Il écrit aussi sur l'économie politique et la philosophie.
L'œuvre de Charles Sarchi la plus notable est son ouvrage sur l’Examen de la doctrine de Kant, qu'il publie en 1872,. Cet ouvrage est dédié à Émile Pereire. Le Polybiblion cite notamment le passage où Sarchi indique que « au déclin de la vie, dégagé dès lors complètement de toute préoccupation ambitieuse, nous ne sommes poussé que par un ardent amour de la vérité » ; cette même revue trouve que cet essai sur Kant, jugé très sérieux, mais résolument contre le kantisme, « mérite d'être lu, mais il est d'une lecture un peu difficile » : si elle apprécie la clarté d'expression de Sarchi, elle lui reproche en revanche une organisation moins claire de son ouvrage, un manque de synthèse, et de n'avoir pris en compte qu'une partie des œuvres de Kant. Cette œuvre vaut à Sarchi d'être cité par Larousse parmi les philosophes italiens.
Il étudie aussi Spinoza, dont il traduit le Traité théologico-politique et l'Éthique du latin en italien. Il en compare la philosophie avec celle de Vico et affirme leur intime concordance.
Sarchi écrit par ailleurs plusieurs ouvrages sur l'économie politique, la finance, les banques, la crise des chemins de fer italiens. Dans ses Lettres sur l'économie politique, publiées en 1875, Sarchi s'en prend aux abstractions des économistes, que, selon lui, les faits démentent continuellement.
Charles Sarchi épouse à Paris (ancien 3e), le 4 décembre 1828, Félicité Rodrigues-Henriques,, fille du banquier Isaac Rodrigues-Henriques, sœur du mathématicien Olinde Rodrigues et belle-sœur du financier Émile Pereire. Ils ont trois enfants : un fils mort jeune, Augustin, une fille Marie et une autre fille Hélène qui épouse en 1862 Philippe Van Tieghem (1839-1914), botaniste, membre de l'Académie des sciences. Charles Sarchi et sa femme correspondent avec leur fille Hélène Van Thieghem ; cette correspondance est publiée en 2006.
Il meurt le 7 mars 1879 en son domicile  dans le 6e arrondissement de Paris.

## Œuvres

### Essais
- De la Banque de France et de la fixité du taux de l'escompte, Paris, 1861.
- Lettre sur la pluralité des banques et l'unité des billets, Milan, 1863.
- (it) La Crisi delle ferrovie italiane, Paris, H. Plon, 1866.
- Examen de la doctrine de Kant, Paris, Librairie philosophique de Ladrange, 1872 [lire en ligne]. Traduit en italien en 1873. Plusieurs rééditions.
- La fixité de l'escompte, 1873.
- Lettres sur l'économie politique, Milan, Bortolotti, 1875 ; traduit en italien, 1878 ; réédité Guillaumin et cie, 1879, 129 pages ; rééd. Nabu Press, 2012, 150 pages  (ISBN 1279829656 et 9781279829653) ; titre complet : Lettres sur l'économie politique écrites pendant le siège de Paris (1871) et adressées à monsieur le baron Molroguier, à Bruxelles.
- (it) Della dottrina di Benedetto de Spinoza e di Giovanni Battista Vico, Milan, Bortolotti, 1877 ; rééd. 1878.

### Traductions
Sarchi traduit notamment plusieurs œuvres de Vico et de Spinoza, du latin vers l'italien :
- (it) Dell'Unico principio e dell'unico fine del diritto universale, de Giovan Battista Vico, traduit du latin, Milan, Agnelli, 1866.
- (it) Della Antica sapienza degl'Italiani, de Vico, traduit du latin, Bortoletti, 1870.
- (it) Trattato teologico-politico, de Spinoza, traduit du latin avec introduction et notes, Milan, 1875.
- (it) Dell'Etica, de Spinoza, traduit du latin, Lodovico Bortolotti, 1880.

### Contributions diverses, correspondance
- Articles, contributions, chroniques dans plusieurs revues littéraires, juridiques, économiques et financières.
- Lettres à Hélène (posthume), correspondance de Charles et Félicie Sarchi à leur fille, Mme van Thieghem : 1862-1878, Montpellier, L. Bachy, 2006, en trois volumes : t. I, 1862-1868, 471 pages  (ISBN 2-84210-029-8) ; t. II, 1869-1875, 447 pages  (ISBN 2-84210-030-1) ; t. III, 1876-1878, 451 pages  (ISBN 2-84210-031-X). 
Comporte au tome III, p. 380, la bibliographie des publications de Charles Sarchi.